# 福原慶匡
福原 慶匡（ふくはら よしただ、1980年（昭和55年）6月18日 - ）は、アニメプロデューサー、音楽プロデューサー、実業家。
株式会社エスターセブン代表取締役社長、株式会社8million代表取締役社長、株式会社つばさエンタテインメント取締役、ヤオヨロズ株式会社取締役、株式会社アイエヌジー取締役、株式会社ジャストプロ社外取締役、株式会社DMM.futureworks執行役員。
神奈川県川崎市出身。早稲田大学教育学部卒業、デジタルハリウッド大学大学院修了。血液型はAB型。
2018年現在は慶應義塾大学大学院メディアデザイン研究科の大学院生である。

## 経歴
- 1980年：神奈川県川崎市生まれ
- 1993年：川崎市立井田小学校卒業
- 1996年：早稲田実業学校中等部卒業
- 1999年：早稲田実業学校高等部卒業
- 2002年：学生時代に川嶋あいの路上ライブを手伝う学生スタッフ[1]を務める
- 2003年
  - 川嶋あいのマネージャーを務める
  - 早稲田大学教育学部教育学（生涯教育専修専攻）卒業
  - 2月：株式会社ドラ（現：つばさエンタテインメント）代表取締役社長に就任
  - 7月：株式会社つばさエンタテインメント取締役に就任
- 2011年：つんつべ♂プロデューサーを務める
- 2012年
  - 管理人を務めるフェイスブックページ「笑ったらシェア」が角川書店より書籍化
  - 所属アーティストBiSがモデルとなったアニメ『\@バックステージ・アイドル・ストーリー』の企画として参加
  - 9月：株式会社アイエヌジー取締役に就任
- 2013年
  - MMDを用いた初の地上波アニメ、TOKYO MX『直球表題ロボットアニメ』のプロデューサーを務める
  - 8月：株式会社ヤオヨロズ取締役に就任
  - 10月：日本テレビ『てさぐれ!部活もの』のプロデューサーを務める
- 2014年
  - 1月：日本テレビ『てさぐれ!部活もの あんこーる』プロデューサーを務める
  - 7月：NOTTV『みならいディーバ』プロデューサーを務める ※世界初の生放送アニメ
- 2015年
  - 4月：日本テレビ『てさぐれ!部活もの すぴんおふ ぷるぷるんシャルムと遊ぼう』プロデューサーを務める
  - 6月：ジャストプロ社外取締役に就任
  - 7月：DMM.futureworks制作プロデューサー兼執行役員に就任
  - 10月：株式会社つばさプラス代表取締役に就任[2]
- 2017年
  - 株式会社8million代表取締役社長に就任、株式会社エスターセブン代表取締役社長に就任
  - 1月：テレビ東京『けものフレンズ』アニメプロデューサーを務める。歴代ニコニコアニメスペシャル史上最多コメント数を達成。大ブームに[3][4]
  - 4月：『ラブ米 -WE LOVE RICE-』総合プロデューサーを務める。ブームで舞台化[5]
- 2018年
  - 3月、デジタルハリウッド大学院（コンテンツプロデューサー教育専攻）修了
  - 4月、慶應義塾大学大学院（メディアデザイン研究科博士課程）入学
- 2019年
  - 1月、TOKYO MXなどで放送された『ケムリクサ』アニメプロデューサーを務める。[6]

## プロデュース

### アニメ
- バックステージ・アイドル・ストーリー （スペースシャワーTV、2012年）
- 直球表題ロボットアニメ（NOTTV、2013年）
- てさぐれ!部活もの（日本テレビ、2013年）
- てさぐれ!部活もの あんこーる（日本テレビ、2014年）
- みならいディーバ（NOTTVほか、2014年）
- てさぐれ!部活もの すぴんおふ ぷるぷるんシャルムと遊ぼう（日本テレビ、2015年）
- けものフレンズ（テレビ東京、2017年）
- ラブ米 -WE LOVE RICE-（TOKYO MXほか、2017年）
- おとなの防具屋さん（TOKYO MXほか、2018年）
- ケムリクサ（BSフジ、2019年）[7][8]

### TV番組
- つんつべ♂（TOKYO MXほか、2011年〜）

### 舞台
- ラブ米 -WE LOVE RICE-（品川プリンスホテル、2017年11月17日〜26日）

### その他
- ローソンのキャラクターあきこちゃんをモデルとしたボーカロイド「あきこロイドちゃん」
- MOKURI project

## 著作
- 「現場マネージャー物語（2）福原慶匡［つばさエンタテインメント／川嶋あい担当］」『音楽主義』第1号、音楽制作者連盟、2006年5月、46-49頁、NAID 40015155455。
- 『笑ったらシェア』角川書店、2012年10月。ISBN 9784041103036。
- 『アニメプロデューサーになろう！ アニメ「製作（ビジネス）」の仕組み』星海社〈星海社新書 124〉、2018年3月。ISBN 9784065114391。[9][10]

## 出演実績

### TV番組
- アニメイトTV「吉田尚記がアニメで企んでる」（NOTTV、2013年5月21日）[11]
- アニカル部!（アニマックス、2017年9月10日）[12][13]
- 渡辺直美の女子高生オーディション!（AbemaTV、2017年8月5日〜） ※レギュラー審査員
  - ★【第1回放送】
  - ★【第2回放送】
  - ★【第3回放送】
  - ★【第4回放送】

### 雑誌
- 音楽主義（音楽制作者連盟、2006年5月号） - 現場マネージャー物語（2）福原慶匡[つばさエンタテインメント/川嶋あい担当][14]

### WEB記事
- アニメイト（2013年8月12日） - テレビアニメ『てさぐれ!部活もの』石舘監督&福原プロデューサーにインタビュー[15]
- アニメイト（2014年7月30日） - 生アニメ『みならいディーバ』放送開始、大盛況のパブリックビューイング会場レポート[16]
- アニメイト（2017年3月4日） - 話題沸騰中の『けものフレンズ』、プロジェクトチームに初インタビュー! 誕生秘話からブーム到来までの歴史など「すごーい!」の連続3万字の大ボリューム[17]
- エキサイトニュース（2017年3月27日） - 最終回直前「けものフレンズ」福原P「『ツチノコはいません』と言われたらぶち壊し」[18]
- Yahoo!ニュース（2017年5月7日） - 「今後も『けものフレンズ』の世界は広がっていく」――福原慶匡P×テレビ東京細谷伸之Pインタビュー![19]
- ニコニコニュース（2017年5月27日） - 『けものフレンズ』プロデューサーの夢は大学の設立!? 福原Pが語る日本のアニメ業界に必要なこと[20]
- CGWORLD Enter jp（2017年7月19日） - 制作進行概論No.05＞＞福原慶匡氏（ヤオヨロズ）「クリエイターの頭の中にあるゴールを理解する」[21]
- PANORA（2018年3月26日、27日） - バーチャルYouTuber[22][23]

### イベント
- TVアニメ『けものフレンズ』上映会&トークショー（2017年2月19日〜3月19日）[24][25]
- TVアニメ『けものフレンズ』制作スタッフトークショー「フレンズの会」（2017年4月29日・6月3日、ユナイテッド・シネマ お台場）[26][27]
- あにつく 2017 関西 マチ★アソビ版（2017年5月6日） - トークショー「ヤオヨロズ式 CG アニメの作り方」[28]
- 仙台アニメフェスin声優魂東北大会（2017年8月5日） ※審査員[29]
- ラブライス がたふぇすオリジナルハーベストショー（万代シテイパーク、2017年10月21日、22日）[30]

### 講師
- 京都精華大学[31]
- 東洋美術学校[32]
- 尚美学園大学
- デジタルハリウッド大学

※コンテンツプロデューサーに関する講義